# Lille John

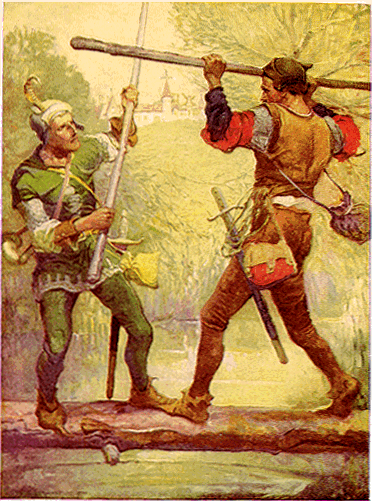
"Robin Hood och Lille John", illustration av Louis Rhead

Lille John är en fiktiv karaktär i sagorna om Robin Hood. Lille John (John Little på engelska) tog sitt namn för att han var så stor, ironiskt nog. Lille John ses ofta som Robin Hoods bästa vän och närmaste kamrat. Han avbildas ofta kraftig och stor över skuldrorna.

## Folklore
Lille John dyker upp i de äldsta dokumenterade balladerna och historierna om Robin Hood. Han förekommer även i de tidigaste krönikorna med hänvisningar till Robin Hood, av Andrew av Wyntoun runt år 1420 och Walter Bower runt år 1440. Ingen av dem berättar om någon annan av männen i stråtrövarbandet, vilket tyder på att Lille John var särskilt förknippad med Robin. I de tidiga sagorna framstår John som en intelligent man med stor kapacitet. I A Gest of Robyn Hode grep han den sorgsna riddaren och när Robin Hood valde att betala riddarens skuld, så följde han med som en tjänare.  I Robin Hood's Death är han den enda av männen som Robin tar med sig.
Han är också känd för att inte alltid hålla med Robin. I en ballad från 1400-talet, kallad "Robin Hood and the Monk", lämnar Lille John Robin efter att ha blivit illa behandlad. Men när Robin Hood senare blev tillfångatagen var det Lille John som planerade räddningspådraget. Som tack erbjöd Robin Lille John ledarskapet över rövarbandet, men John tackade nej. Senare skildringar av Lille John beskriver honom som något mindre listig än hans medeltida inkarnation.

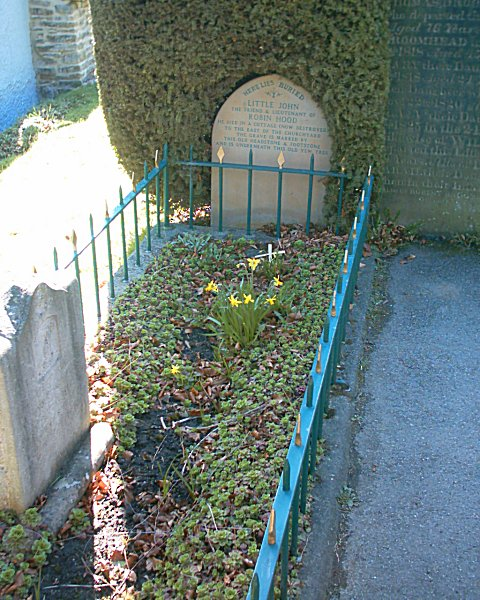
Lille Johns grav i St Michael's Kyrka i Hathersage.

Lille John fanns inte med i de tidigaste balladerna, men kom senare. Enligt en ballad från 1600-talet var han en gigantisk man (minst 210 cm). Robin Hood stötte på honom för första gången när han försökte hindra Robin från att passera en smal bro. De slogs då med trästavar, och Robin knuffades ner i ån. Trots att Lille John vann duellen beslöt han sig för att ansluta sig till Robins band och kämpa tillsammans med honom. Han döptes till Lille John av männen i bandet, av ironi till att han var allt annat än liten. Denna scen återspeglas i många av de filmer och TV-serier som baseras på historien. I några moderna filmversioner förlorar John duellen mot Robin. Enligt traditioner så var Lille John den enda i rövarbandet som närvarade vid Robins död.
Trots bristen av historiska bevis på hans existens så påstås det att Lille John är begravd på en kyrkogård i Hathersage, Derbyshire. En modern gravsten markerar den förmodade platsen för hans grav, som ligger under ett gammalt idegranträd. Graven var ägd av familjen Nailor/Naylor och varianter av "Nailer" har ibland givits som Johns efternamn.
Lille John var också en karaktär i Robin Hood-spelen under åren 1400-1600, särskilt de som anordnades i Skottland. Det finns många historiska figurer vid namn Lille John eller John Liten, men det är okänt om någon av dem blev inspirationskälla till denna legendariska karaktär.

## Smeknamnet Reynold Greenleaf
I ett avsnitt av A Gest of Robyn Hode lurar Lille John Sheriffens och går in i hans tjänst under namnet Reynold Greenleaf, vilket var hans namn innan han blev "Lille John". Den här historien användes av Howard Pyle och andra grundare av Robin Hood-legenden. På andra ställen i "Gest" är Reynold en alldeles egen karaktär. Det visade sig senare att Reynold Greenleaf var en av männen i bandet, men författaren av "Gest" hade blandat ihop honom med Lille John. Detta stöds av en ballad som berättar hur Reynold anslöt sig till bandet och ett par domstolsprotokoll från 1400-talet som namngav honom som en bandit.

## Lille John på film och TV
Alan Hale Sr. har spelat rollen som Lille John i tre stycken filmer. Han spelade först Lilla John som en ung väpnare i Robin Hood från 1922, med Douglas Fairbanks i rollen som Robin Hood. Han spelade samma roll i Robin Hoods äventyr 1928, då mot Errol Flynn. Tredje och sista rollen som Lille John spelade Alan Hale mot John Derek, 1951 i Robin Hoods fiender, då som Robins son.
Andra noterbara roller som Lille John i film- och TV-världen spelas av bland andra Archie Duncan i TV-serien under 1950-talet, Nicol Williamson i Robin Hood - äventyrens man, Clive Mantle i TV-serien Robin of Sherwood som gick under 1980-talet, Phil Harris som rösten till Björnen Lille John i Disneys animerade filmatisering av Robin Hood, i den svenska versionen gjordes han röst av Beppe Wolgers och Nick Brimble spelade i Robin Hood: Prince of Thieves från 1991.
I BBCs version av Robin Hood-sagan från 2006 spelas Lille John av Gordon Kennedy. John och Robin möter varandra när Johns stråtrövarband försöker stjäla från Robins band. Från början tyckte han inte alls om Robin, men accepterade snart att Robin ville hjälpa människorna i Nottingham och beslöt sig för att ansluta sig till Robins följe. John har även en fru vid namn Alice och en son, de båda trodde att John var död tills sent in i de första serierna. John är äldst i rövarbandet, och slåss med en trästav.

## Andra referenser
"Little John" används som smeknamn för personer med egenskaper som ofta ses i samband med att vara "liten". Det finns ingen säker definition, men titeln "liten" ges normalt till en person som uttrycker vänlighet, medkänsla, empati, och en viss grad av optimism och glädje till livet och andra människor.